# Romy Tarangul
Romy Tarangul, née le 19 octobre 1987 à Francfort-sur-l'Oder, est une judokate allemande.

## Carrière
Dans la catégorie des moins de 52 kg, Romy Tarangul est médaillée d'argent aux Championnats d'Europe de judo 2008, médaillée de bronze aux Championnats du monde de judo 2009 et aux Championnats d'Europe de judo 2012. Elle participe aussi aux Jeux olympiques d'été de 2008 et de 2012.
Elle est médaillée de bronze par équipes aux Championnats du monde de judo 2014. 